# خربة زمالة
خربة زمالة قرية سوريّة تتبع إداريّاً لمحافظة حلب منطقة منبج ناحية أبو قلقل، بلغ تعداد سكانها 1,396 نسمة حسب التعداد السكاني لعام 2004.